# Emergenza (medicina)

Implementazione dei due numeri telefonici di emergenza approvati dall'ITU nel mondo:
112
911
112 e 911
altri

     112
     911
     112 e 911
     altri
Un'emergenza, in medicina e chirurgia, è un trauma o una malattia acuta che rappresenta un rischio immediato per la vita o la salute a lungo termine di una persona; a volte è definita come una situazione che mette a rischio la vita o l'incolumità fisica.
Queste emergenze richiedono l'assistenza di personale qualificato, poiché alcune di queste emergenze, come quelle cardiovascolari, respiratorie e gastrointestinali, non possono essere gestite dalla vittima stessa. A seconda della gravità dell'emergenza e della qualità del trattamento fornito, potrebbe richiedere il coinvolgimento di più livelli di assistenza, dai soccorritori o tecnici d'emergenza, ai paramedici, ai medici d'emergenza/urgenza agli anestesisti.
Mentre il concetto di golden hour sia nato per il trattamento del trauma, altre due situazioni di emergenza hanno considerazioni terapeutiche critiche in termini di tempo ben documentate: ictus e infarto miocardico. In caso di ictus esiste una finestra di tre ore entro la quale il beneficio dei farmaci trombolitici supera il rischio di emorragie maggiori. In caso di infarto, la rapida stabilizzazione delle aritmie maligne può prevenire un arresto cardiaco improvviso; inoltre, esiste una relazione diretta tra il tempo al trattamento e il successo della riperfusione, inclusa una riduzione tempo-dipendente della mortalità e della morbilità.
Il concetto di emergenza trova distinzione da quello di urgenza: con "emergenza" si indicano condizioni patologiche a rapida evoluzione in cui le condizioni vitali del paziente sono talmente critiche da comprometterne la sopravvivenza e che, pertanto, necessitano di interventi repentini; con urgenza si indicano invece condizioni patologiche che determinano un pericolo di vita calcolato in ore (non minuti), per le quali è comunque necessario intervenire nel minor tempo possibile, che devono quindi avere la precedenza rispetto ad altre situazioni in quanto sono a rischio di aggravarsi in breve tempo.